# Gochnatia arborescens
Gochnatia arborescens là một loài thực vật có hoa trong họ Cúc. Loài này được Brandegee mô tả khoa học đầu tiên năm 1903.